# 치와와 (개)
치와와(영어: Chihuahua, 스페인어: Chihuahueño 치우아우에뇨[*])는 멕시코의 견종 중 하나이다. 멕시코의 치와와주의 이름을 따서 명명되었으며 세계에서 가장 작은 견종이다. 일반적으로 반려견이나 도그쇼 출전용으로 기르고 있다.

## 역사
DNA 연구에 따르면 북미 토착 개들은 약 1만 년 전 시베리아에서 북아메리카로 건너온 것으로 추정된다. 이후 유럽인들이 도착하기 전까지 약 9천 년 동안 고립되어 있었는데, 이 시기의 개들은 현재는 거의 사라진 독특한 유전적 특징을 보였다. 2020년에 발표된 고대 개의 게놈 시퀀싱 연구에 따르면, 이러한 식민지 이전의 유전적 특성이 멕시코의 두 견종에서 여전히 발견되는데, 치와와에서는 약 4%(숄로이츠퀸틀에서는 약 3%)의 비율로 나타난다.
19세기 초의 식민지 시대 기록에는 작고 거의 털이 없는 개들에 대한 언급이 있다. 한 기록에 따르면 16세기의 스페인 정복자들이 후에 치와와로 알려진 지역에서 이러한 개들을 많이 발견했다고 한다. 1520년에 에르난 코르테스가 쓴 편지에는 아즈텍인들이 작은 개들을 식용으로 기르고 판매했다는 내용이 있다.
아메리칸 케널 클럽에 최초로 등록된 치와와는 1904년 텍사스 주의 H. 레이너가 소유한 미젯이었다.

## 특징
치와와는 일부 케널 클럽에서 인정하는 가장 작은 견종이다. 현재 등록소들이 정의한 견종 표준에 따르면 "애플 헤드" 또는 "애플 돔" 형태의 두개골 구조를 가져야 한다. 치와와는 단색에서부터 반점이 있거나 얼룩덜룩한 것까지 사실상 모든 색상 조합으로 나타난다. 애플 돔 치와와는 크고 둥근 눈과 크고 곧게 선 귀를 가지고 있으며, 높고 극적으로 둥근 두개골을 갖는다. 주둥이와 두개골이 만나는 부분의 스톱은 뚜렷하여 거의 90도 각도를 이룬다. 평평한 머리 윗부분, 더 벌어진 눈, 더 큰 귀, 더 길고 날씬한 다리를 가진 예전의 "디어"(deer) 형태도 여전히 등록될 수 있으나, 디어 헤드는 대회에서 별도의 유형으로 인정되지 않으며 견종 표준에서 벗어난 것으로 간주되어 결점으로 취급된다.
이 견종의 표준에서는 일반적으로 키를 특정하지 않고 체중과 전체적인 비율에 대한 설명만을 제시한다. 일반적으로 키는 15~23 cm 정도 자란다.
국제 애견 연맹(FCI)의 표준은 이상적으로 1.5~2.5 kg 사이의 체중을 요구하며, 1.0~3.0 kg 범위를 벗어나는 개체는 전시 자격이 박탈된다. 미국의 견종 표준은 도그쇼 출전을 위한 최대 체중을 2.7 kg으로 정하고 있다. 영국의 표준에서는 1.8~2.7 kg의 체중을 선호하며, "두 마리가 형태상 동등하게 우수할 경우 더 작은 쪽을 선호한다"는 조항은 2009년에 삭제되었다.
반려견용 치와와(도그쇼용이 아닌 반려견으로 번식되거나 구매된 개체)는 흔히 이러한 체중을 초과하며, 골격 구조가 크거나 과체중이 되도록 방치된 경우 4.5 kg을 넘기도 한다. 이는 순종 치와와가 아니라는 의미가 아니라 단지 도그쇼 출전 요건을 충족하지 못한다는 것을 의미한다. 과대 크기의 치와와는 최고급 혈통과 최저급 혈통 모두에서 발견된다. 치와와는 크기가 유전적으로 고정되어 있지 않아 같은 배의 강아지들도 성장하면서 크기가 매우 다르게 나타날 수 있다. 또한 큰 암컷 번식견은 난산을 겪을 가능성이 더 낮다. 많은 브리더들은 "티컵" 또는 "초미니 티컵"으로 홍보되는 개체들이 더 높은 가격에 팔리기 때문에 가능한 한 작은 치와와를 생산하려고 한다.
국제 표준은 얼룩덜룩한 형태로 나타나는 멀 모색을 허용하지 않는다. 2007년 영국 케널 클럽은 멀 유전자와 관련된 건강상의 위험 때문에 견종 표준을 수정하여 멀 개체들을 실격 처리하기로 했다.
다른 소형견들과 마찬가지로 치와와는 사람과 다른 개들에 대해 평균 이상의 공격성을 보일 수 있다.

## 건강
치와와는 환추축 불안정성, 세로이드 지질푸신증, 선천성 난청, 선천성 수두증, 근이영양증, 괴사성 수막뇌염, 신경축삭 이영양증 등 여러 신경학적 질환에 유전적 소인이 있으며,:3 선천성 심장병에 대해서는 경미한 소인이 있다. 2001년 개의 치주 질환에 대한 방사선 연구에서 치와와는 연구된 6개 견종 중 가장 낮은 발병률을 보였다.:206:532 내측 슬개골 탈구에 대한 소인은 상당한 것으로 여겨진다.
2018년 일본의 반려동물 공동묘지 자료 연구에 따르면 치와와의 평균 수명은 11.8년으로, 잡종견의 15.1년과 전체 평균 13.7년에 비해 낮았다. 2022년 수의사 자료를 기반으로 한 영국의 견종 수명 연구에서는 잡종견의 11.82년에 비해 이 견종의 평균 수명이 7.91년으로 나타났다. 2024년 영국의 연구에서는 이 견종의 수명이 11.8년으로, 순종견 평균 12.7년과 잡종견 12년에 비해 낮게 나타났다. 2024년 이탈리아의 연구에서는 전체 평균 10년에 비해 이 견종의 수명이 8.5년으로 나타났다.
영국의 한 연구에 따르면 치와와 암컷은 난산을 겪을 가능성이 10.4배 이상 높은 것으로 나타났다.
스트레스를 받거나 흥분하거나 추운 경우 몸을 떤다. 단모종은 장모종보다 추위에 약하다.

## 성격
쾌활한 표정에 다부지며 재빠르게 움직인다. 기민하고 용감하고 호기심이 강한 테리어 기질이 있다. 한 사람과 깊은 유대감을 형성하는 경우가 많다. 반려인에 대한 충성심 때문에 분리불안 증세를 보이기도 한다. 낯선 사람이나 동물에 대한 경계심이 있기 때문에 경비견에 잘 맞는다. 공격적인 개에게 맞서기도 한다. 실외에서건 실내에서건 잘 적응한다.
고집이 세고 물건을 가지고 도망치는 걸 좋아한다.

## 작품

### 영화
- 비버리힐즈 치와와 (2008)
- 비버리힐즈 치와와 2 (2011)

## 같이 보기
- 치와와주

## 주해
1. ↑  영어: i/tʃɪˈwɑːwə, -wɑː, -ˈwaʊ.ə/; es.[34]
2. ↑  일본의 연구는 공동묘지 자료를 검토한 것으로, 사산과 신생아 사망에 대한 기록은 포함되지 않았을 가능성이 높은 반면, 수의 클리닉은 이러한 자료를 보유하고 있었을 것이다.